# Misophrioida
Misophrioida (лат.) — отряд веслоногих ракообразных из надотряда Podoplea (Neocopepoda, Copepoda). Объединяет 3 семейства.

## Описание
Мелкие ракообразные. Тело с сочленением между грудными сегментами 4 и 5. Просома с цефалосомой и 4 свободными сомитами; уросома с 6 сегментами у самцов и самок (с частичным слиянием генитальных сомитов и первого абдоминального сомита). Антеннулы короткие с 11—27 сегментами, часто сросшиеся. Антенны с хорошо развитым экзоподитом. Мандибулы с жевательной лопастью. Карапакс цефалосомы может расширяться кзади из-за расширения пищеварительного тракта. Свободноживущие морские формы, обитающие у дна (гипербентос) в прибрежных водах или на глубине, в подводных выработках на вулканических островах.
В семействе Speleophriidae почти все виды обнаружены в анхиалиновых пещерах (анхиалиновые водоёмы и пещеры не имеют прямого выхода к морю, но и имеют подземную связь с океаном), кроме Archimisophria, который найден в гипербентосе в глубинах Атлантического океана.

## Классификация
Включает 3 семейства. После ревизии Misophrioida, исследователи Boxshall & Hasley (2004, p. 222) создали 2 новых семейства: Palpophriidae и Speleophriidae, только статус рода Dimisophria остается неопределенным.
- Misophriidae Brady, 1878 (около 8 родов)
  - Arcticomisophria Martínez Arbizu & Seifried, 1996[8]
  - Benthomisophria Sars, 1909
  - ?Dimisophria Boxshall & Iliffe, 1987[9]
  - Fosshageniella Jaume & Boxshall, 1997
  - Misophria Boeck, 1865
  - Misophriella Boxshall, 1983[10]
  - Misophriopsis Boxshall, 1983
  - Stygomisophria Ohtsuka, Huys, Boxshall & Ito, 1992
- Palpophriidae Boxshall & Jaume, 2000 (1 род и вид)
  - Palpophria Boxshall & Iliffe, 1987[9]
    - Palpophria aestheta Boxshall & Iliffe, 1987
- Speleophriidae Boxshall & Jaume, 2000[11]
  - Archimisophria Boxshall, 1983
  - Boxshallia Huys, 1988[12]
  - Expansophria Boxshall & Iliffe, 1987[9]
  - Huysia Jaume, Boxshall & Iliffe, 1998
  - Mexicophria Boxshall, Zylinski, Jaume, Iliffe & Suárez-Morales, 2014[13]
  - Protospeleophria Jaume, Boxshall & Iliffe, 1998
  - Speleophria Boxshall & Iliffe, 1986[14]
  - Speleophriopsis Jaume & Boxshall, 1996[15]